# Gerlando
Gerlando  è un nome proprio di persona italiano maschile.

## Varianti
- Maschili: Gernando[2], Girlando
  - Ipocoristici: Lando
- Femminili: Gerlanda[2]

## Origine e diffusione
Deriva, tramite la sua forma francese, dal nome medievale di origine germanica Gernando, che è composto da gaira ("lancia") e nanths ("valoroso") e quindi ha il significato complessivo di "valoroso con la lancia". Altre fonti riconducono invece il secondo elemento a land ("terra", "patria").
È tipico della Sicilia, in virtù del culto locale di san Gerlando, patrono di varie città dell'isola come Agrigento, Porto Empedocle e Lampedusa.

## Onomastico
L'onomastico viene festeggiato il 25 febbraio in memoria di San Gerlando, vescovo di Agrigento.
Con questo nome si ricorda anche un altro santo (o beato), Gerlando d'Alemagna, cavaliere ospitaliere, commemorato il 18 giugno o 19 giugno.

## Persone
- Gerlando Alberti, criminale italiano
- Gerlando Buzzanca, vero nome di Lando Buzzanca, attore italiano
- Gerlando Gatto, giornalista italiano
- Gerlando Marsiglia, pittore italiano
- Gerlando Palazzotto, vero nome di Gery Palazzotto, scrittore e giornalista italiano

## Il nome nelle arti
- Gerlando è il nome di un personaggio della novella Scialle nero di Luigi Pirandello.